# Roger Etchegaray
Roger Marie Élie Etchegaray (ur. 25 września 1922 w Espelette, zm. 4 września 2019 w Cambo-les-Bains) – francuski duchowny rzymskokatolicki, biskup pomocniczy paryski w latach 1969–1970, arcybiskup metropolita Marsylii w latach 1970–1985, przewodniczący Rady Konferencji Episkopatów Europy w latach 1971–1979, przewodniczący Konferencji Episkopatu Francji w latach 1975–1981, prałat prałatury terytorialnej w Pontigny w latach 1975–1982, kardynał od 1979 (najpierw w stopniu prezbitera, w 1998 promowany do stopnia biskupa), przewodniczący Papieskiej Rady Cor Unum w latach 1984–1995, przewodniczący Papieskiej Rady
Iustitia et Pax w latach 1984–1998, subdziekan Kolegium Kardynalskiego w latach 2005–2017.

## Życiorys
Urodził się w rodzinie baskijskiej, studiował w seminariach w Ustaritz (diecezja Bayonne) i Bayonne. Święcenia kapłańskie przyjął 13 lipca 1947. Studiował na Papieskim Uniwersytecie Gregoriańskim w Rzymie. Pracował w diecezji Bayonne jako duszpasterz, sekretarz biskupa, koordynator Akcji Katolickiej i wikariusz generalny; w 1965 został sekretarzem komitetu Episkopatu Francji ds. kontaktów z episkopatami Europy, a w 1966 – sekretarzem Konferencji Episkopatu Francji.
29 marca 1969 mianowany biskupem pomocniczym archidiecezji paryskiej, ze stolicą tytularną Gemellae in Numidia. Sakry biskupiej udzielił mu 27 maja 1969 metropolita paryski kard. François Marty. Współkonsekratorami byli kard. Paul Gouyon oraz bp Władysław Rubin. Brał udział w wielu sesjach Światowego Synodu Biskupów w Watykanie (m.in. w sesji specjalnej dla Kościoła europejskiego w 1991). Zasiadał w sekretariacie generalnym Synodu. W grudniu 1970 przeszedł na stolicę arcybiskupią Marsylia. W latach 1971–1979 był pierwszym przewodniczącym Rady Konferencji Episkopatów Europejskich. W 1975 został także przewodniczącym Konferencji Episkopatu Francji. W latach 1975–1982 był zwierzchnikiem prałatury terytorialnej w Pontigny (Missionis Galliae seu Pontiniacensis).
30 czerwca 1979 Jan Paweł II wyniósł go do godności kardynalskiej, nadając tytuł prezbitera S. Leone I. Etchegaray brał udział w sesjach plenarnych Kolegium Kardynalskiego w Watykanie, a w 1981 został członkiem Rady Kardynalskiej ds. badania Organizacyjnych i Ekonomicznych Problemów Stolicy Świętej. W kwietniu 1984 przeszedł do pracy w Kurii Rzymskiej, obejmując stanowisko prezydenta Papieskiej Komisji Iustitia et Pax oraz Papieskiej Rady Cor Unum; ze stolicy arcybiskupiej Marsylia zrezygnował rok później (13 kwietnia 1985). W listopadzie 1994 został powołany na prezydenta Centralnego Komitetu i Rady Prezydialnej Centralnego Komitetu Wielkiego Jubileuszu Roku 2000. W grudniu 1995 zrezygnował z prezydentury Rady Cor Unum, a w czerwcu 1998 z prezydentury Komisji Iustitia et Pax (po osiągnięciu wieku emerytalnego 75 lat).
W czerwcu 1998 został promowany do rangi kardynała biskupa, otrzymał diecezję kardynalską Porto-Santa Rufina. Brał udział w IV konferencji generalnej Episkopatów Latynoamerykańskich w Santo Domingo (Dominikana, październik 1992). Wielokrotnie reprezentował Jana Pawła II na uroczystościach religijnych i rocznicowych w charakterze specjalnego wysłannika bądź legata. Był m.in. legatem na Międzynarodowym Kongresie Eucharystycznym w Seulu w październiku 1989. Angażował się w dyplomację Watykanu, mającą na celu zapobieżenie wojnie w Iraku. Gościł w Bagdadzie w lutym 2003. Został m.in. uhonorowany doktoratem honoris causa Katolickiego Uniwersytetu w belgijskim Louvain (grudzień 1998) oraz Nagrodą UNESCO im. Felixa Houphoueta-Boigny'ego (wieloletniego prezydenta Wybrzeża Kości Słoniowej) za zasługi na rzecz pokoju na świecie (marzec 2004, drugim laureatem nagrody został Wielki Mufti Bośni i Hercegowiny Mustafa Cerić).
Po ukończeniu 80. roku życia we wrześniu 2002 utracił prawo udziału w konklawe. 30 kwietnia 2005 został subdziekanem  (wicedziekanem) Kolegium Kardynalskiego. Pełnił tę funkcję do 10 czerwca 2017 roku.
24 grudnia 2009, podczas procesji na wejście na pasterce w bazylice św. Piotra, doznał złamania biodra na skutek incydentu, podczas którego przewrócono papieża Benedykta XVI.
Po śmierci 3 września José de Jesús Pimiento Rodrígueza przez jeden dzień był najstarszym żyjącym kardynałem.